# 大鰐車站
大鰐溫泉車站（日语：／ Ōwani-onsen eki */?）與大鰐車站（日语：／ Ōwani eki */?）是兩個位於日本青森縣南津輕郡大鰐町，分別由東日本旅客鐵道（JR東日本）與弘南鐵道所經營的鐵路車站。大鰐溫泉與大鰐兩車站是JR東日本所屬的幹線鐵路奧羽本線與弘南鐵道所經營的大鰐線之分歧點，其中JR東日本所屬的站房位於鐵路線南側，弘南鐵道的站房則位於北側，兩站之間透過跨線天橋相連，轉乘十分便利。

## 車站

### JR東日本

#### 站房
現時使用中的站房為以水泥與木混合建成的單層式站房，廣義上稱為「南口」，但由於「北口」只有弘南鐵道的出入口，且設有弘南鐵道的職員駐守，原則上JR乘客是不能夠利用北口離開或進入JR車站範圍的。另一方面，JR車站雖然定義上是無人車站，但每天指定時間內仍然有大鰐町役所的職員駐守站務室，處理一些簡單的車票事項。
通過閘口後，可以直接到達側式月台，亦可利用跨線行人天橋接駁至島式月台及弘南鐵道的另一個島式月台。

#### 月台配置
側式月台1面1線與島式月台1面2線，合計2面3線的車站。
| 月台 | 路線      | 方向   | 目的地           |
| ---- | --------- | ------ | ---------------- |
| 1    | ■奧羽本線 | 下行   | 往弘前、青森方向 |
| 2    | ■奧羽本線 | 待避線 | 上下行共用       |
| 3    | ■奧羽本線 | 上行   | 往大館、秋田方向 |

#### 歴史
- 1895年10月21日：日本國有鐵道奧羽北線（即現時的奧羽本線）大鰐站開業[1][2]。
- 1915年：設置跨線橋。
- 1921年3月5日：站房改建工程完成。
- 1980年9月20日：廢除貨物提取[2]。
- 1985年3月14日：廢除手提行李提取[2]。
- 1986年11月1日：降格為無人站[3]、簡易委託化[4]。
- 1987年4月1日：隨國鐵分割民營化，改由JR東日本營運[2]。
- 1991年3月16日：改稱為「大鰐溫泉站」[5][1]。
- 2011年2月28日：車站內的便利店結束營業。
- 2016年3月26日：加停快速列車[6]。

#### 使用狀況
| 乘車人數推算 | 乘車人數推算     | 乘車人數推算 |
| 年度         | 1日平均 乘車人數 | 出典         |
| ------------ | ---------------- | ------------ |
| 2000年       | 209              | [ JR 1 ]     |
| 2001年       | 216              | [ JR 2 ]     |
| 2002年       | 223              | [ JR 3 ]     |
| 2003年       | 216              | [ JR 4 ]     |
| 2004年       | 213              | [ JR 5 ]     |
| 2005年       | 211              | [ JR 6 ]     |
| 2006年       | 203              | [ JR 7 ]     |
| 2007年       | 218              | [ JR 8 ]     |
| 2008年       | 216              | [ JR 9 ]     |
| 2009年       | 208              | [ JR 10 ]    |
| 2010年       | 212              | [ JR 11 ]    |
| 2011年       | 200              | [ JR 12 ]    |
| 2012年       | 213              | [ JR 13 ]    |
| 2013年       | 221              | [ JR 14 ]    |
| 2014年       | 219              | [ JR 15 ]    |
| 2015年       | 207              | [ JR 16 ]    |
| 2016年       | 212              | [ JR 17 ]    |
| 2017年       | 208              | [ JR 18 ]    |
| 2018年       | 211              | [ JR 19 ]    |
| 2019年       | 221              | [ JR 20 ]    |
| 2020年       | 163              | [ JR 21 ]    |
| 2021年       | 159              | [ JR 22 ]    |
| 2022年       | 163              | [ JR 23 ]    |

### 弘南鐵道

#### 站房
於南口及北口各設有一個水泥建成的單層簡易式站房，其中南口站房位於JR站房右側，獨立於JR站房外，無站員駐守，通過開放式的閘口後，同樣直接到達JR管轄的側式月台，再通過跨線月台通往至自家的島式月台；北口為站員配置站，設有簡易式自動售票機及售票窗口。

#### 月台配置
島式月台1面2線。通常在4號月台開出。5號月台為頭端式月台設計。
| 月台 | 路線   | 目的地       |
| ---- | ------ | ------------ |
| 4、5 | 大鰐線 | 中央弘前方向 |

#### 歷史
- 1952年1月26日：弘前電氣鐵道「大鰐站」開業。
- 1970年10月1日：弘前電氣鐵道將線路轉讓予弘南鐵道，並改稱「弘南大鰐站」。
- 1973年6月2日：設置自動售票機。
- 1975年11月1日：業務委託化。
- 1981年12月1日：北口專用剪票閘口開始使用。
- 1986年4月1日：改稱為「大鰐站」
- 2009年4月1日：南口無人化。
- 2020年10月10日：加入車站編號[7][8][9]。

#### 使用狀況
| 1日上落車人次 | 1日上落車人次 |
| 年度          | 1日平均人次   |
| ------------- | ------------- |
| 2011年        | 505           |
| 2012年        | 473           |
| 2013年        | 432           |
| 2014年        | 407           |
| 2015年        | 448           |
| 2016年        | 433           |
| 2017年        | 395           |
| 2018年        | 183           |
| 2019年        | 160           |
| 2020年        | 257           |
| 2021年        | 208           |
| 2022年        | 150           |

## 相鄰車站
※東日本旅客鐵道的特急「津輕」的相鄰停車站參見列車條目。
東日本旅客鐵道
■奧羽本線
□快速
碇關－大鰐溫泉－弘前
■普通
長峰－大鰐溫泉－石川
弘南鐵道
大鰐線
大鰐－宿川原

### JR使用人數數據
1. ↑  . 東日本旅客鉄道.   [2019-02-20]. （原始内容存档于2018-02-13）.
2. ↑  . 東日本旅客鉄道.   [2019-02-20]. （原始内容存档于2019-04-02）.
3. ↑  . 東日本旅客鉄道.   [2019-02-20]. （原始内容存档于2019-04-02）.
4. ↑  . 東日本旅客鉄道.   [2019-02-20]. （原始内容存档于2019-04-02）.
5. ↑  . 東日本旅客鉄道.   [2019-02-20]. （原始内容存档于2019-04-02）.
6. ↑  . 東日本旅客鉄道.   [2019-02-20]. （原始内容存档于2017-08-08）.
7. ↑  . 東日本旅客鉄道.   [2019-02-20]. （原始内容存档于2019-03-27）.
8. ↑  . 東日本旅客鉄道.   [2019-02-20]. （原始内容存档于2017-08-08）.
9. ↑  . 東日本旅客鉄道.   [2019-02-20]. （原始内容存档于2019-04-02）.
10. ↑  . 東日本旅客鉄道.   [2019-02-20]. （原始内容存档于2019-04-02）.
11. ↑  . 東日本旅客鉄道.   [2019-02-20]. （原始内容存档于2016-03-27）.
12. ↑  . 東日本旅客鉄道.   [2019-02-20]. （原始内容存档于2019-04-02）.
13. ↑  . 東日本旅客鉄道.   [2019-02-20]. （原始内容存档于2019-03-27）.
14. ↑  . 東日本旅客鉄道.   [2019-02-20]. （原始内容存档于2019-03-06）.
15. ↑  . 東日本旅客鉄道.   [2019-02-20]. （原始内容存档于2019-03-06）.
16. ↑  . 東日本旅客鉄道.   [2019-02-20]. （原始内容存档于2019-03-23）.
17. ↑  . 東日本旅客鉄道.   [2019-02-20]. （原始内容存档于2019-02-14）.
18. ↑  . 東日本旅客鉄道.   [2019-07-08]. （原始内容存档于2019-03-25）.
19. ↑  . 東日本旅客鉄道.   [2019-07-08]. （原始内容存档于2019-07-05）.
20. ↑  . 東日本旅客鉄道.   [2020-07-18]. （原始内容存档于2020-07-14）.
21. ↑  . 東日本旅客鉄道.   [2021-07-28]. （原始内容存档于2021-10-06）.
22. ↑  . 東日本旅客鉄道.   [2022-08-11]. （原始内容存档于2024-03-03）.
23. ↑  . 東日本旅客鉄道.   [2023-07-13]. （原始内容存档于2024-03-03）.

## 外部連結
- 大鰐溫泉車站（JR東日本） （页面存档备份，存于）（日語）
- 弘南鐵道大鰐站 （页面存档备份，存于）（日語）